# معماری در فضا

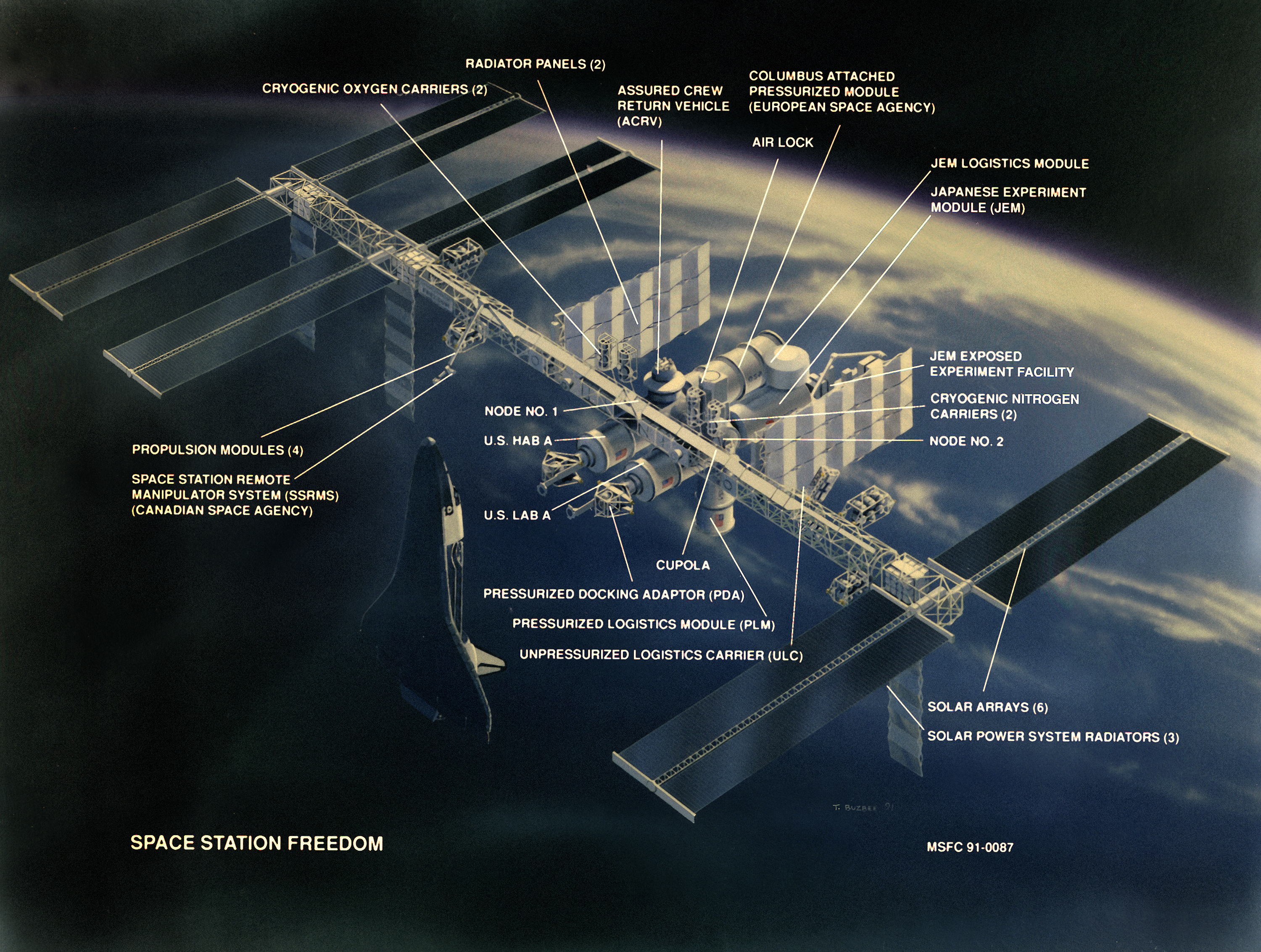
طرح گرافیکی هنرمندی در سال ۱۹۹۰ میلادی از ایستگاه فضایی آزادی (پروژه‌ای که در نهایت به ایستگاه فضایی بین‌المللی تبدیل شد)

معماری در ماورای جو، معماری فضایی، معماری فضا یا معماری در فضا نظریه و عمل طراحی و ساخت محیط‌های مسکونی در ماورای جو است. این تعریف از معماری فضایی در کنگره جهانی فضا در هیوستون در سال ۲۰۰۲ و توسط اعضای کمیته فرعی معماری هوافضای فنی مؤسسه آمریکایی هوانوردی و فضانوردی (AIAA) تهیه شد. رویکرد معماری به طراحی فضاپیما به کل محیط ساخت می‌پردازد. معماری فضایی عمدتاً بر اساس رشته مهندسی (به ویژه مهندسی هوافضا) است، اما همچنین شامل رشته‌های مختلفی مانند فیزیولوژی، روان‌شناسی و جامعه‌شناسی می‌باشد.
مانند معماری روی زمین، تلاش بر این است که فراتر از عناصر و سیستم‌های جزء رفته و درک وسیعی از موضوعاتی که بر موفقیت طراحی تأثیر می‌گذارند، به دست آورده شود. معماری فضا از اشکال متعدد معماری برای انجام وظیفه حصول اطمینان از زندگی و کار انسان در فضا استفاده می‌کند و شامل انواع عناصر طراحی که در «مسکن کوچک، آپارتمان/خانه‌های کوچک زندگی، طراحی وسیله نقلیه، هتل‌های کپسولی و موارد دیگر» یافت می‌شود، می‌باشد.
بسیاری از کارهای معماری فضایی در طراحی مفاهیم ایستگاه‌های فضایی مداری و سفینه‌های اکتشافی ماه و مریخ و پایگاه‌های سطحی برای آژانس‌های فضایی جهان، عمدتاً ناسا، بوده‌است.
مشارکت‌دادن معماران در برنامه فضایی از رقابت فضایی شروع شد. اگرچه منشأ آن را می‌توان خیلی قبل‌تر نیز مشاهده کرد. نیاز به مشارکت معماران ناشی از فشار برای افزایش مدت زمان مأموریت فضایی و رفع نیازهای فضانوردان از جمله حداقل نیازهای بقای انسان در فضا بود. رشته معماری فضایی در حال حاضر در چندین مؤسسه ارائه می‌شود. مرکز بین‌المللی معماری فضایی ساساکاوا (SICSA) یک سازمان آکادمیک با دانشگاه هیوستون است که مدرک کارشناسی ارشد در معماری فضا ارائه می‌دهد. SICSA همچنین قراردادهای طراحی را با شرکت‌ها و آژانس‌های فضایی انجام می‌دهد. در اروپا، دانشگاه فناوری وین و دانشگاه فضایی بین‌المللی در تحقیقات معماری فضا نقش دارند. کنفرانس بین‌المللی سیستم‌های محیطی هر ساله برای ارائه جلساتی در مورد پروازهای فضایی انسان و عوامل انسانی فضایی تشکیل می‌شود. در موسسه هوانوردی و فضانوردی آمریکا، یک کمیته فنی معماری فضا تشکیل شده‌است. علیرغم الگوی تاریخی پروژه‌های فضایی بزرگ تحت رهبری دولت و طراحی مفهومی در سطح دانشگاهی، ظهور گردشگری فضایی تهدیدی برای تغییر چشم‌انداز معماری فضایی است.